# Marek Szczygieł
Marek Janusz Szczygieł (ur. 2 sierpnia 1969 w Poniatowej) – polski urzędnik państwowy i dyplomata, ambasador RP w Rumunii (2011–2015).

## Życiorys
Ukończył studia magisterskie w zakresie nauk politycznych w Moskiewskim Państwowym Instytucie Stosunków Międzynarodowych (1993) oraz prawo na Uniwersytecie Marii Curie-Skłodowskiej w Lublinie (1994).
Pracownik Ministerstwa Spraw Zagranicznych od 1993, początkowo referent ds. Rumunii i Bułgarii w Departamencie Europy Zachodniej, następnie ds. krajów nordyckich w tymże departamencie. W latach 1995–2000 w Ambasadzie RP w Sztokholmie, jako III i II sekretarz ds. politycznych. Po powrocie do kraju referent ds. OBWE w Departamencie Polityki Bezpieczeństwa Europejskiego, a następnie naczelnik w tymże departamencie.
W latach 2002–2004 zastępca dyrektora Departamentu Polityki Bezpieczeństwa ds. bezpieczeństwa regionalnego. W latach 2004–2008 zastępca szefa Stałego Przedstawicielstwa RP przy ONZ i innych organizacjach międzynarodowych w Wiedniu. Następnie zastępca dyrektora Departamentu Polityki Bezpieczeństwa MSZ ds. nieproliferacji, rozbrojenia i kontroli eksportu.
Postanowieniem Prezydenta RP z 6 maja 2011 mianowany Ambasadorem Nadzwyczajnym i Pełnomocnym Rzeczypospolitej Polskiej w Rumunii. Urzędowanie zakończył 14 sierpnia 2015. Następnie pracował w organizacjach międzynarodowych. W marcu 2020 został kierownikiem Misji Obserwacyjnej Unii Europejskiej w Gruzji (EUMM Georgia). W maju 2025 objął kierownictwo Stałego Przedstawicielstwa RP przy Biurze Narodów Zjednoczonych i organizacjach międzynarodowych w Wiedniu.
W 2015 został odznaczony rumuńskim Krzyżem Wielkim Orderu Wiernej Służby.
Zna biegle angielski, szwedzki i rosyjski oraz podstawy francuskiego i niemieckiego.